# Život na Marsu (televizijska serija)
Život na Marsu (eng. Life on Mars) britanska je ZF/kriminalistička TV serija u produkciji producentske kuće Kudos Film & Television. Serija se u Ujedinjenom Kraljevstvu prikazivala na BBC-ju od 9. siječnja 2006. do 10. travnja 2007. U Hrvatskoj je serija započela s prikazivanjem 4. svibnja 2009. na HRT-u. Ukupno je snimljeno 16 epizoda.
"Život na Marsu", koji je naziv dobio po Bowievoj pjesmi, prati policijskog detektiva Sama Tylera koji se, nakon prometne nesreće, nađe u 1973. godini. Cijelo je vrijeme serije nejasno da li je Sam zaista putovao kroz vrijeme, ili se radi o njegovim halucinacijama u komi.
Nastavak "Života na Marsu" zove se "Ashes to Ashes". Također je snimljena i američka inačica serije.

## Uloge
- John Simm kao detektiv Sam Tyler
- Philip Glenister kao detektiv Gene Hunt
- Liz White kao policajka Annie Cartwright
- Dean Andrews kao narednik Ray Carling
- Marshall Lancaster kao detektiv Chris Skelton

## Vanjske poveznice
- Službena stranica (engl.)
- "Život na Marsu" u internetskoj bazi filmova IMDb-a